# Hilja Riipinen
Hilja Elisabet Riipinen, även kallad "Hurja-Hilja" ("Vilda Hilja"), ogift Metsäpolku, ursprungligen Miklin, född 30 oktober 1883 i Uleå, död 18 januari 1966 i Lappo, var en finländsk politiker och skolråd (1953).
Riipinen var ledare för Lappo samskola från 1912 och rektor där 1929–1952. Hon var en av Lotta Svärd-organisationens ledargestalter. Hon var även medlem i Lapporörelsen. Mellan 1930 och 1939 var hon riksdagsledamot, först för samlingspartiet, sedan för IKL. Riipinen var känd som en inflytelserik talare. Hon var gift med Ale Riipinen.

## Utmärkelser
- Frihetskrigets minnesmedalj med ros[3]

[Redigera Wikidata]